# Mark Stoneking
Mark Stoneking (* 1. August 1956) ist ein US-amerikanischer Genetiker. Er ist bekannt durch eine Veröffentlichung zur Mitochondrialen Eva 1987 mit Allan Wilson und Rebecca L. Cann.
Mark Stoneking studierte ab 1974 an der University of Oregon mit dem Bachelor-Abschluss in Anthropologie 1977 und an der Pennsylvania State University mit dem Master-Abschluss in Genetik 1979. Er setzte sein Studium an der University of Wisconsin–Madison und ab 1981 an der University of California, Berkeley fort (bei Allan Wilson) und wurde 1986 in Genetik promoviert. 1989 war er am Human Genome Center des Lawrence Berkeley Laboratory und 1989/90 bei der Cetus Corporation in Emeryville in Kalifornien in der Abteilung Humangenetik. 1990 wurde er Assistant Professor, 1994 Associate Professor und 1998 Professor für Anthropologie an der Pennsylvania State University. Seit 1999 ist er Gruppenleiter (Human Population History) am Max-Planck-Institut für evolutionäre Anthropologie in Leipzig und Honorarprofessor an der Universität Leipzig.
2016 war er Gastprofessor an den Laboratorien des CNRS für Biometrie und Evolutionsbiologie in Lyon und hielt den Eugène Dubois Lehrstuhl an der Universität Maastricht.
Er erforscht mit genetischen Methoden die Bevölkerungsgeschichte des Menschen (Migrationsbewegungen, Verwandtschaftsverhältnisse u. a.). 1991 unterstützte er mit Allan Wilson und anderen die von ihnen in den 1980er Jahren aufgestellte These des afrikanischen Ursprungs von Homo sapiens durch detaillierte Studien afrikanischer Populationen. Aus der Analyse der DNA von Läusen schloss er, dass der Mensch etwa vor 72.000 Jahren (mit einer Unsicherheit von plus/minus 42.000 Jahren) anfing Kleidung zu tragen (Abspaltung der Körperlaus von der Kopflaus).
Er sieht die kulturelle Entwicklung als eine wesentliche treibende Kraft in der (genetischen) Evolution des Menschen. Stoneking fand, dass Kahlköpfigkeit bei Europäern mit dem Androgen-Rezeptor zusammenhängt.
1990 erhielt er den John Belling Preis in Genetik der Universität Berkeley. 2000 wurde er Fellow der American Association for the Advancement of Science und 1995 wurde er Fellow der Japan Society for the Promotion of Science. 2020 wurde er in die National Academy of Sciences gewählt.
Stoneking war zu Feldstudien in Indonesien (1988), Namibia, auf den Philippinen, auf den Salomonen, Botswana und Sambia. Er befasste sich auch mit forensischer DNA-Analyse und erhielt dafür 1998 einen Preis des FBI (ab 1993 war er in einer entsprechenden Arbeitsgruppe des FBI).
Von 2008 bis 2013 war er Senior Editor der Annals of Human Genetics und 1990 bis 1993 Mitherausgeber des Journal of Human Evolution. Er untersuchte zum Beispiel Skelettreste von Jesse James auf Authentizität durch Vergleich mit der DNA von Nachkommen mit positivem Ergebnis. Er war auch daran beteiligt, durch postume DNA-Analyse die Ansprüche von Anna Anderson zu widerlegen, die Tochter Anastasia des letzten russischen Zaren gewesen zu sein.

## Schriften
- mit Rebecca L. Cann und Allan Wilson: Mitochondrial DNA and Human Evolution. In: Nature. Band 325, 1987, S. 31–36.
- mit Rebecca L. Cann: African origin of human mitochondrial DNA. In: P. Mellars, C. Stringer (Hrsg.): The Human Revolution: Behavioural and Biological Perspectives on the Origins of Modern Humans. Edinburgh University Press, 1989, ISBN 0-85224-596-3, S. 17–30.
- An Introduction to Molecular Anthropology. Wiley-Blackwell, 2016, ISBN 978-1-118-06162-6.